# Riccia radicosa
Riccia radicosa là một loài rêu trong họ Ricciaceae. Loài này được Pearson mô tả khoa học đầu tiên năm 1922.
Danh pháp khoa học của loài này chưa được làm sáng tỏ. 